# Madeleine Angevine
La madeleine angevine est un cépage de raisins blancs.

## Origine et répartition géographique
Le cépage est d’origine française. L'origine génétique n’est pas vérifiée mais ce serait un croisement des cépages Madeleine royale x Précoce de Malingre réalisé en 1857.
Moreau-Robert commercialisa les plants à partir de 1863. Il présenta cette variété comme la plus précoce. La Madeleine Angevine a été souvent utilisée par les hybrideurs pour obtenir des cépages précoces.
La Madeleine Angevine a servi de géniteurs pour les variétés Comtessa, Forta, Noblessa, Perle de Czabah, Reichensteiner et Siegerrebe.
La « Madeleine Angevine Oberlin » est un semis de madeleine angevine réalisé par Chrétien Oberlin.
Son nom vient en référence à la maturité relativement précoce à la Sainte-Madeleine le 22 juillet.
Elle est autorisée en Belgique dans l'AOC Côtes de Sambre et Meuse.

## Caractères ampélographiques

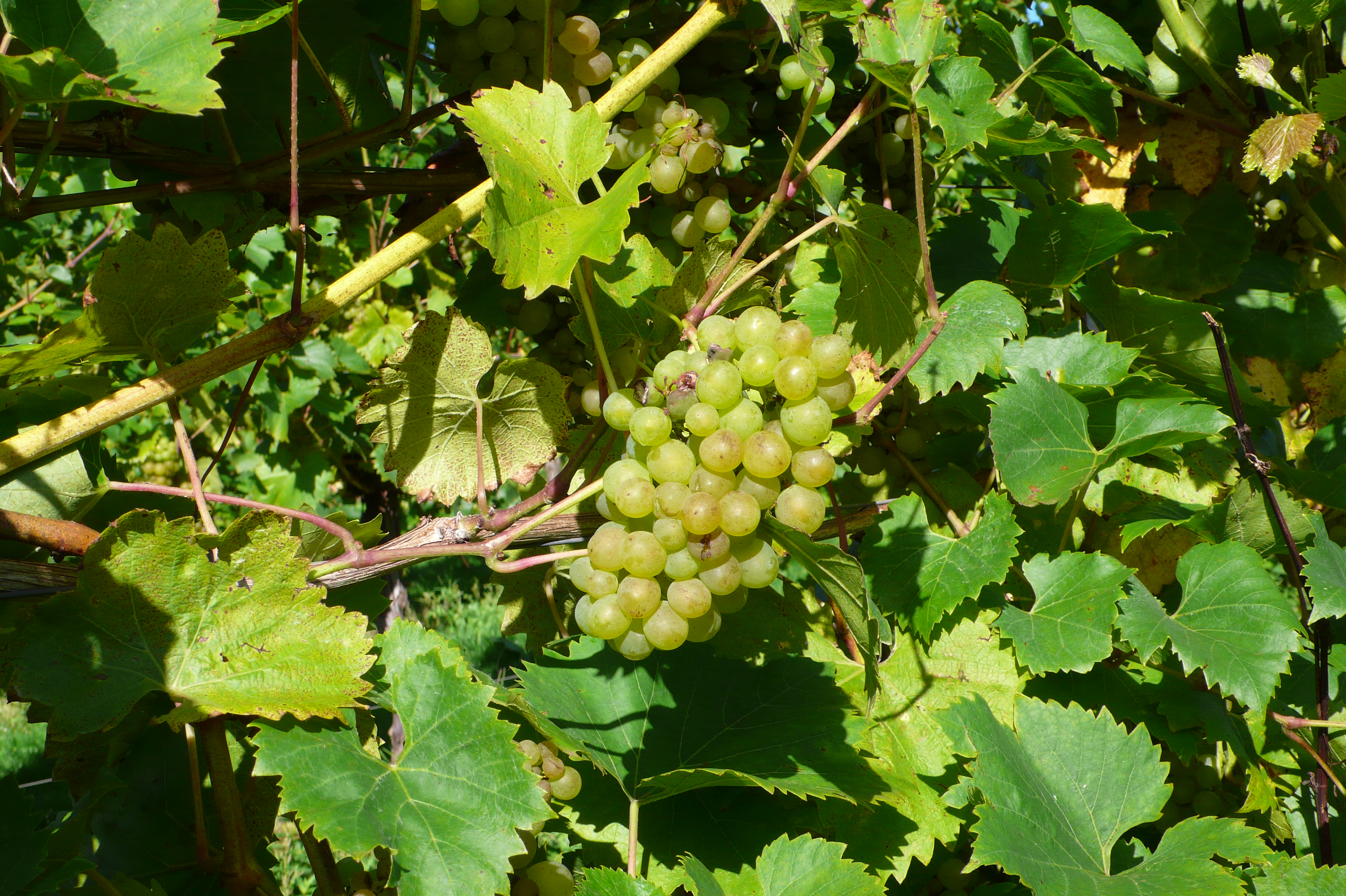
Grappe de madeleine angevine.

- Extrémité du jeune rameau cotonneux blanc à liseré carminé.
- Jeunes feuilles duveteuses, blanc jaunâtre.
- Feuilles adultes, à 5 lobes, avec des sinus latéraux à fonds concaves, un sinus pétiolaire en lyre ouverte, des dents ogivales, moyennes, un limbe aranéeux - pubescent.

## Aptitudes culturales
La maturité est de première époque précoce : 15 à 20 jours avant le chasselas.

## Potentiel technologique
Les grappes sont petites à moyennes et les baies sont de taille grosse. La grappe est cylindrique et compacte.

## Synonymes
La madeleine angevine est connue sous les noms de chasselas de Talhouet, korai magda, maddalena angevina, madlen anževin, magdalenka skora, magdalina anzhuiskaya, margitszölö, petrovskii.